# Ceanothus gloriosus
Ceanothus gloriosus là một loài thực vật có hoa trong họ Táo. Loài này được J.T.Howell mô tả khoa học đầu tiên năm 1937.